# Chemin de fer de l'Achensee

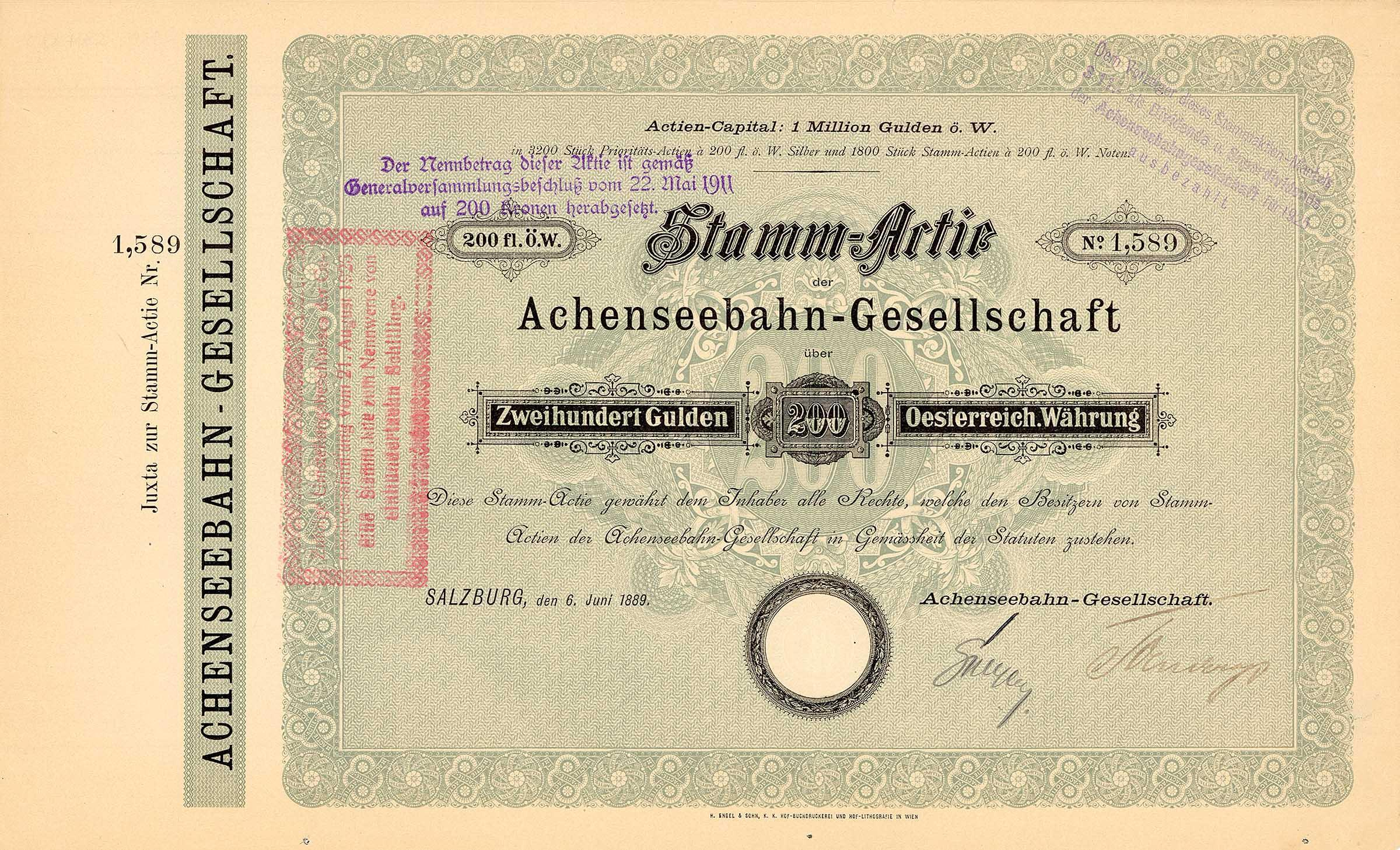
Action de l'Achenseebahn-Gesellschaft en date du 6 Juin 1889

Le chemin de fer de l'Achensee (Achenseebahn en allemand) est un chemin de fer à crémaillère à voie métrique en  Autriche. Il relie Jenbach à Seespitz sur le lac Achensee.
Son ouverture remonte à 1889. La ligne est exploitée uniquement avec des locomotives à vapeur. Elle appartient à la Société anonyme du chemin de fer de l'Achensee (Achenseebahn-Gesellschaft en allemand) dont le capital est détenu à 70 % par les communes traversées.

## Histoire
Depuis 1899, cette ligne  de chemin de fer relie le lac d'Achen vers la commune de  Jenbach, dans la vallée de l'Inn. Pour l'ouverture de l'Achenseebahn en 1889, quatre locomotives à vapeur à crémaillère ont été achetées.

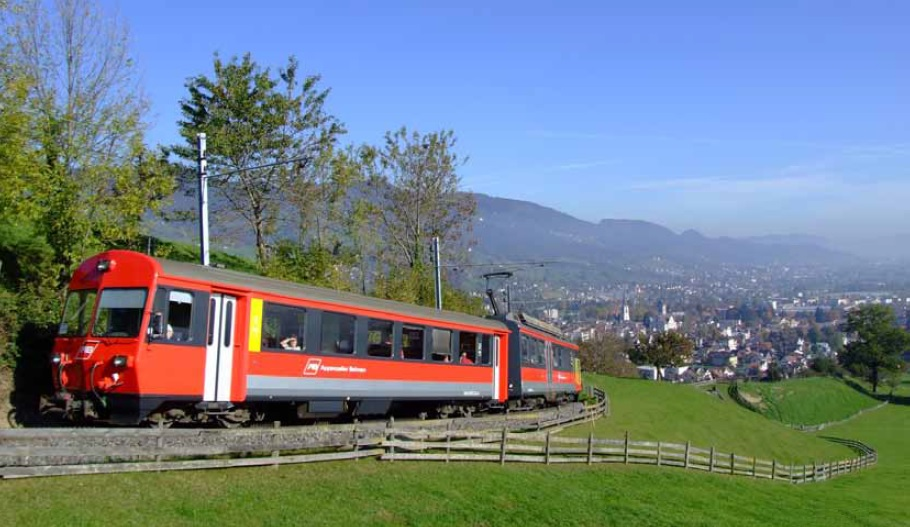
Une BDeh 4/4 et ABt des AB

En 2018, la compagnie a racheté 10 véhicules de l'Appenzeller Bahnen: (BDeh 4/4 11-15 et ABt 111-115). L'achat de ce matériel rentrait dans un plan d'électrification de la ligne et était censé assurer l'avenir de la compagnie.
La compagnie Achenseebahn AG, qui exploitait cette ligne à voie métrique et à crémaillère de 6.8 km, a fait faillite à fin mars 2020. En février 2021, le démantèlement de huit véhicules sur dix (5 automotrices et 5 voitures pilotes) de l'Appenzeller Bahnen, a débuté le 15 février 2021, deux voitures pilotes (ABt 112 et 115) sont conservées.
En 2021, l'État du Tyrol annonce qu'elle va investir 10 millions d'Euros, pour la modernisation de la ligne afin de pouvoir l'utiliser à des fins touristiques en 2022.

## Caractéristiques
D'une longueur d'environ 7 kilomètres, la ligne a pour origine Jenbach, la seule gare autrichienne comptant 3 écartements de voie différents. Elle se trouve sur la ligne voie normale de Kufstein à Innsbruck des chemins de fer fédéraux autrichiens Österreichische Bundesbahnen (ÖBB), et la Zillertalbahn à voie de 760 mm qui part en direction de Mayrhofen ainsi que la ligne à voie métrique vers l'Achensee.
La voie est équipée d'une crémaillère de type Riggenbach depuis la sortie de la gare de Jenbach jusqu'à Eben. C'est sur cette section que l'on trouve les rampes les plus fortes, atteignant 160‰.
Les trains continuent ensuite vers Seespitz en simple adhérence, car les pentes sont beaucoup moins marquées, avec un maximum de 25‰. Au terminus, sur les rives du lac Achensee, les trains donnent correspondance aux bateaux de croisière  par un embarcadère à proximité immédiate de la station.

### Matériel roulant
Pour l'ouverture du chemin de fer  de l'Achenseebahn en 1889, quatre locomotives de type 020t sont utilisées.
- N° 1, type 020t, livrée en 1889 par Floridsdorf à Vienne, (N° construction 701), "Theodor",
- N° 2, type 020t, livrée en 1889 par Floridsdorf à Vienne, (N° construction 702), "Hermann",
- N° 3, type 020t, livrée en 1889 par Floridsdorf à Vienne, (N° construction 703), "Georg",
- N° 4, type 020t, livrée en 1889 par Floridsdorf à Vienne, (N° construction 704), "Carl",

La locomotive n° 4 a été utilisée de 1945 à 2005 comme magasin de pièces détachées pour entretenir les trois autres qui sont les plus anciennes locomotives à crémaillère d'Autriche en activité.
À cette date, il a été décidé de reconstruire la locomotive n° 4, dont il ne restait plus guère que le châssis, ceci afin de préparer la période de révision lourde indispensable que devront subir les 3 autres locomotives dans les années à venir.
La locomotive n° 1 a été gravement endommagée par l'incendie de la  remise du dépôt de Jenbach, le 16 mai 2008.

### Voitures
Les trains circulent en général avec deux voitures, une fermée et une ouverte. Les voitures étant poussées à la montée et retenues par la locomotive à la descente. Les voitures ouvertes disposent côté amont d'une plateforme pour accueillir le chef de train qui guide le mécanicien à distance.
Il existe quelques wagons, mais leur usage est limité à l'entretien de la voie car le chemin de fer de l'Achensee n'assure plus de service de transport des marchandises.

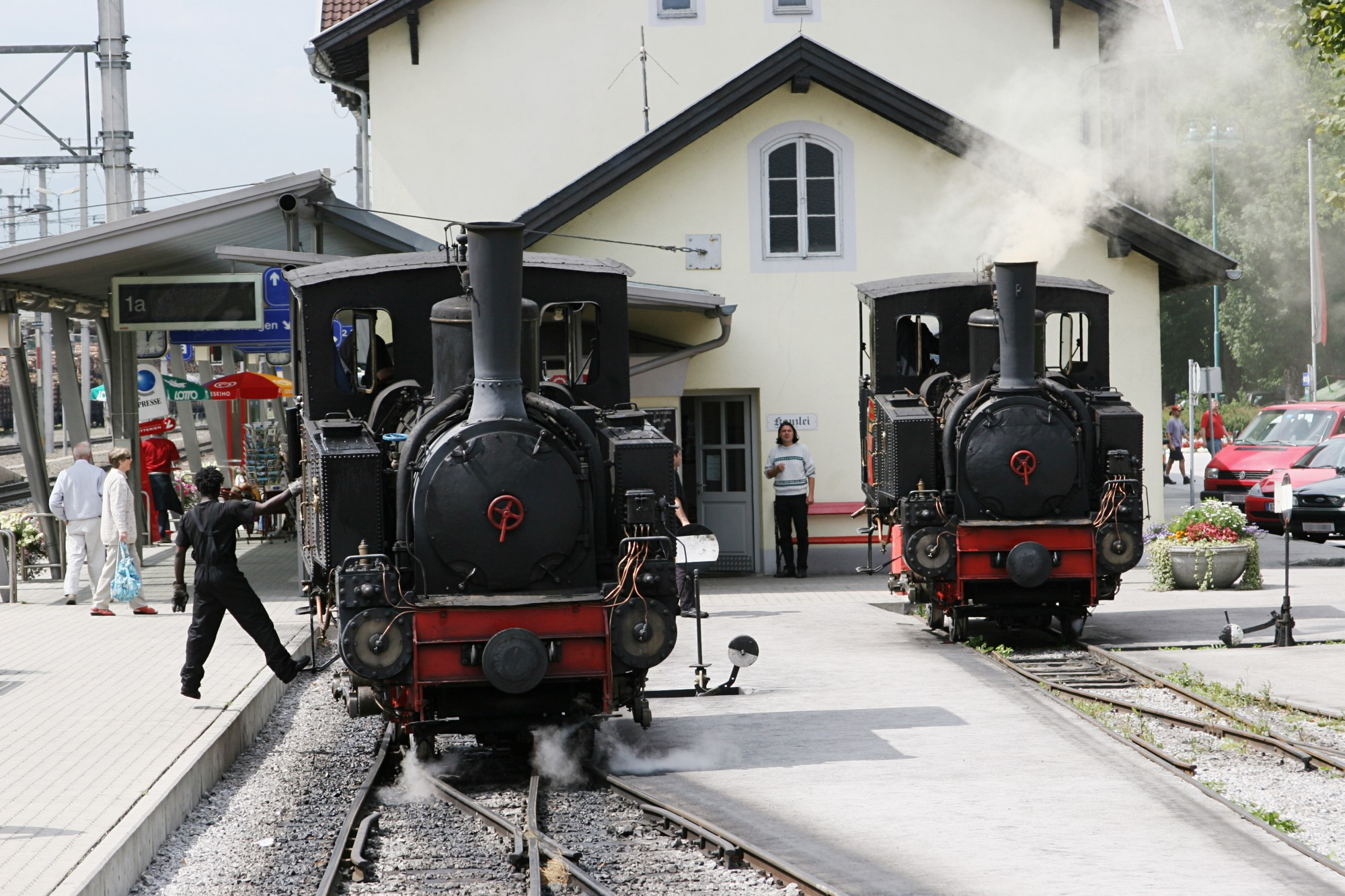
Deux locomotives en gare de Jenbach
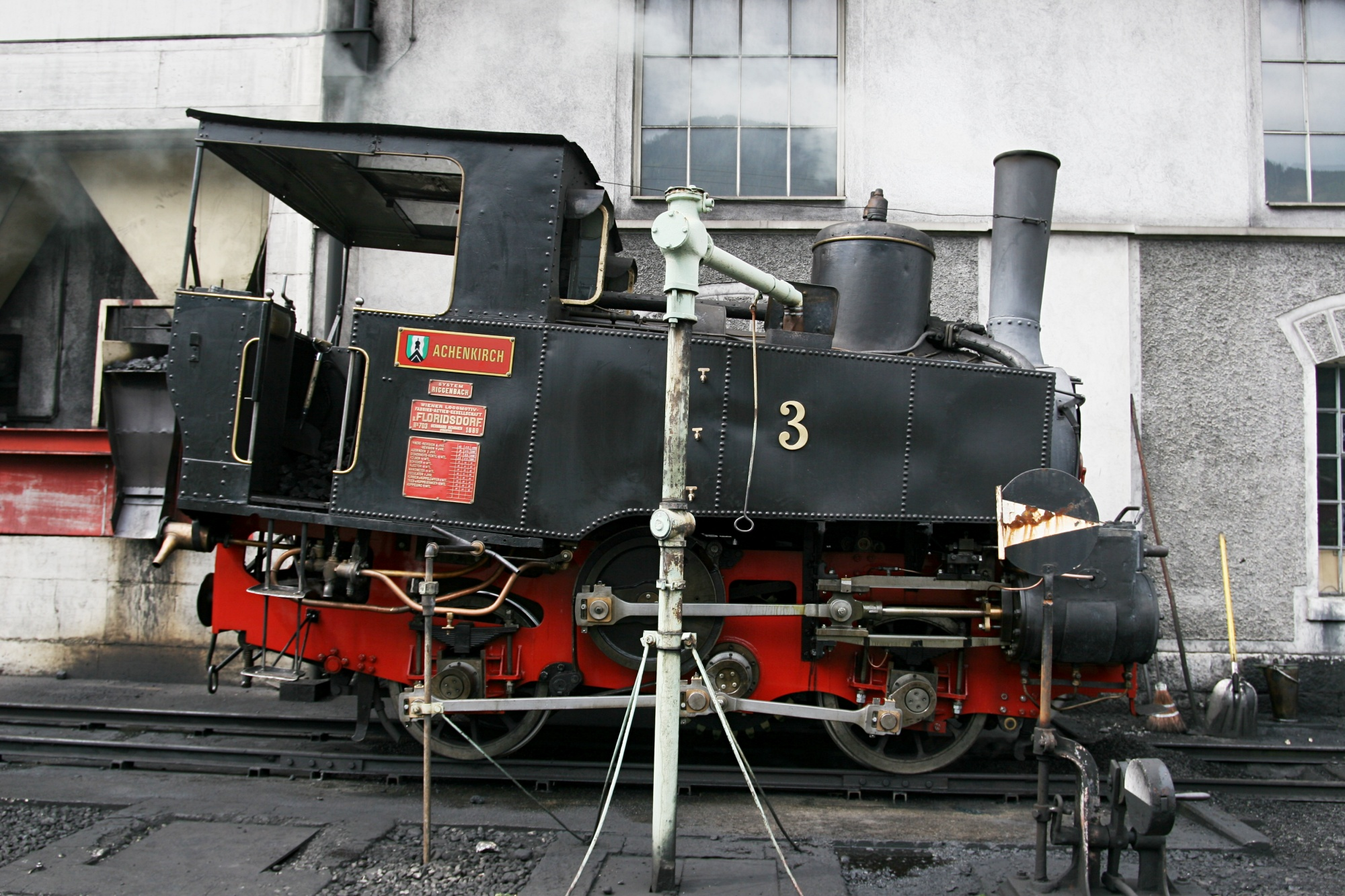
Locomotive n° 3 au dépôt de Jenbach